# Mézières-sur-Issoire
Mézières-sur-Issoire (tiếng Occitan: Masères) là một xã của tỉnh Haute-Vienne, thuộc vùng Nouvelle-Aquitaine, miền trung nước Pháp.